# Poligono di Willis

Poligono di Willis

Il poligono di Willis (o circolo di Willis) è un vasto sistema di anastomosi arteriose a pieno canale presente alla base della scatola cranica.
Rappresenta la confluenza di tre arterie principali: l'arteria basilare, che è formata dalla confluenza delle arterie vertebrali destra e sinistra (prime collaterali della succlavia), e le due arterie carotidi interne (destra e sinistra). Il poligono di Willis può essere ricondotto idealmente a un ettagono avente come lati: anteriormente le due arterie cerebrali anteriori (destra e sinistra) che si uniscono attraverso l'arteria comunicante anteriore; posteriormente le due arterie cerebrali posteriori (destra e sinistra); tra arteria cerebrale anteriore e posteriore di ogni lato c'è l'arteria comunicante posteriore.
Quindi andando in senso orario troviamo:
1. arteria cerebrale anteriore di sinistra;
2. arteria comunicante anteriore;
3. arteria cerebrale anteriore di destra;
4. arteria comunicante posteriore di destra;
5. arteria cerebrale posteriore di destra;
6. arteria cerebrale posteriore di sinistra;
7. arteria comunicante posteriore di sinistra.

Tutti questi rami, con l'eccezione dell'arteria cerebrale posteriore, ramo dell'arteria basilare, derivano dall'arteria carotide interna. La terminologia "poligono" è tuttavia anatomicamente poco corretta, e dovrebbe essere abbandonata in favore del nome più appropriato, ovvero "circolo". Difatti la grande variabilità anatomica dell'organismo umano raramente si traduce in forme poligonali (o riconducibili a poligoni) del circolo arterioso, che comunemente risulta addirittura incompleto per l'assenza dell'arteria comunicante anteriore. Questa vasta anastomosi garantisce un'equa distribuzione di sangue alle strutture encefaliche, che si realizza attraverso un continuo compenso pressorio tra le arterie carotidi e le arterie vertebrali.
Il sistema anastomotico dovrebbe garantire un'appropriata irrorazione dei tessuti cerebrali, ma le anastomosi non sono sempre in grado di compensare l'ostruzione di una delle arterie del circolo, risultando in una ridotta capacità di prevenire efficacemente l'anossia di una o più parti del territorio di distribuzione vascolare.
È infine da notare che questo sistema, per mezzo dell'arteria cerebrale anteriore, forma un arco anastomotico con l'arteria angolare del naso (ramo della carotide esterna), pur non creando un'anastomosi funzionale.

## Galleria d'immagini

Poligono di Willis, immagine di risonanza magnetica, sequenze angiografiche
Poligono di Willis, immagine di risonanza magnetica, sequenze angiografiche
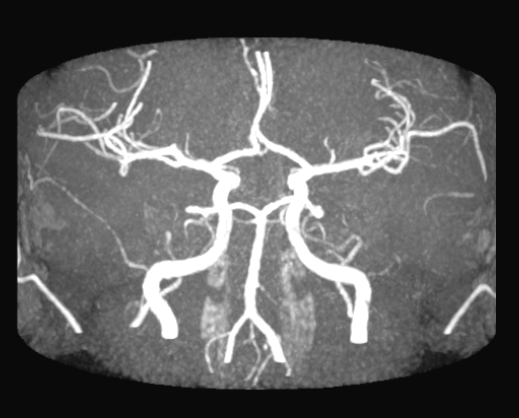
Poligono di Willis, immagine di risonanza magnetica, sequenze angiografiche, proiezione anteriore
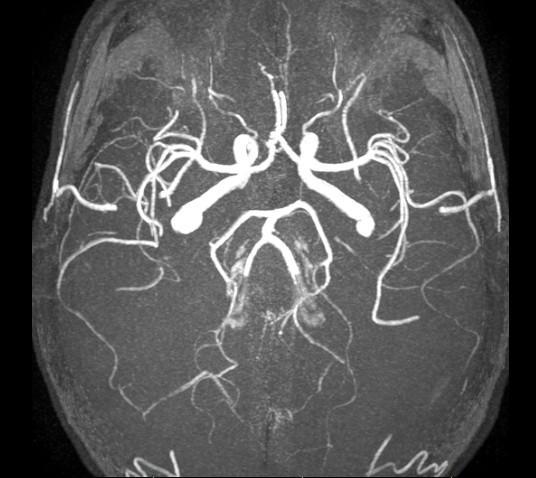
Poligono di Willis, immagine di risonanza magnetica, sequenze angiografiche, veduta dall'alto